# Orły Rzeczpospolitej
Orły Rzeczpospolitej – nagroda w postaci statuetki przedstawiającej orła, przyznawana przez kapitułę wybraną przez dziennik Rzeczpospolita przy okazji opublikowania kolejnego wydania Listy 500 największych polskich firm. Nagrodę przyznano po raz pierwszy w roku 2001. W roku 2013, w związku z jubileuszem Listy 500, przyznano również specjalnego Orła XV-lecia.
Orły przyznawane są w trzech kategoriach firm:
- produkcyjnych
- handlowych, infrastrukturalnych i usługowych
- finansowych

## Skład kapituły
Od 2003 roku wyboru Orłów dokonuje kapituła, w skład której wchodzą:
- Witold Orłowski – główny ekonomista PwC
- Bogusław Grabowski – prezes Skarbiec AMH SA
- Michał Zdziarski – Uniwersytet Warszawski
- Bohdan Wyżnikiewicz – wiceprezes IBnGR
- Marek Rocki – senator RP
- Andrzej Koźmiński – prezydent Akademii L. Koźmińskiego
- Andrzej Sadowski – prezydent Centrum im. Adama Smitha
- Cezary Adamczyk – „Rzeczpospolita”
- Wojciech Romański – „Rzeczpospolita”[3]
- Tomasz Dąbrowski – „Rzeczpospolita”
- Jeremi Jędrzejewski – „Rzeczpospolita”[4]